# Martin Stanley
Pas d'image ? Cliquez ici

a Compétitions nationales et continentales officielles uniquement.

Dernière mise à jour le 9 février 2021.
Martin Stanley, né le 12 janvier 1969, est un joueur néo-zélandais de rugby à XV évoluant au poste de centre ou demi d'ouverture.
Il est le frère cadet de Joe Stanley champion du monde en 1987 avec les All-Blacks.

## Biographie
Martin Stanley participe au championnat des provinces NPC avec Auckland et les Counties Manukau, puis en 1999, il rejoint le FC Grenoble avec notamment une participation à la coupe d'Europe dont Grenoble sera la seule équipe à battre les Anglais des Northampton Saints, futurs vainqueurs de l’épreuve.

## Palmarès
Avec l'Auckland Rugby Football Union
- National Provincial Championship
  - Champion (1) : 1994